# Wilhelm Müller (kézilabdázó)
Wilhelm Müller (Mannheim, 1909. december 5. – Murnau am Staffelsee, 1984. február 22.) olimpiai és világbajnok német kézilabdázó.
Részt vett az 1936. évi nyári olimpiai játékokon, amit Berlinben rendeztek. A kézilabdatornán játszott, amit a német válogatott meg is nyert. A csapat veretlenül lett bajnok és mindenkit nagy arányban győztek le.
Az 1938-as férfi kézilabda-világbajnokságon, amit szintén Németországban rendeztek meg, világbajnok lett.